# Оптомехатроника
Оптомехатроника — междисциплинарный раздел современной прикладной инженерии, связанный с синергетическим объединением механических, оптических, электротехнических и компьютерных технологий при проектировании принципиально новых узлов, устройств и механизмов. Предмет изучения оптомехатроники включает в себя методы из областей оптики, машинного зрения, электроники и микропроцессорных технологий.

## История
Исторически так сложилось, что большинство промышленных механизмов, процессов и систем обладают движущимися элементами и деталями, которые требуют определённой степени контроля, управления или позиционирования. Для решения этих задач используется ряд современных сенсорных, коммуникационных, информационных и программных технологий. В предыдущие технологические эпохи эти цели достигались применением чисто механических устройств, которые обладали невысокой точностью и эффективностью. В 1970-х годах внедрение в индустрию микропроцессоров привело к бурному развитию мехатронных систем, что, в свою очередь, увеличило эксплуатационную гибкость промышленной техники и вывело степень её автономности на новый уровень.
Теме не менее, эволюция мехатронных устройств показала, что они имеют внутренне присущие им ограничения, которые существенно сужают их функционал и область применения. Например, мехатронным системам свойственен низкий уровень восприятия окружающей среды и недостаточная интеграция аппаратных подсистем с программными. В дополнение к этому, существующая в те годы информационная инфраструктура ещё не позволяла обеспечивать в реальном времени получение информации о производственных процессах и её оперативную обработку.
Однако, данное затруднение возможно преодолеть дополнением электронно-механических узлов оптическими компонентами. При обеспечении обратной связи в мехатронных устройствах уникальным преимуществом оптического способа является возможность получения информации об окружающей среде бесконтактным и неразрушающим способом, который нечувствителен к обычным электронным шумам. Современные тенденции в развитии оптомехатроники таковы, что значение оптических технологий в обеспечении эффективности и высоких характеристик исходного продукта постоянно возрастает.